# Доктрина фашизма
«Доктри́на фаши́зма» (итал. La dottrina del fascismo) — эссе по фашизму, опубликованное за авторством Бенито Муссолини в 1932 году. 
Настоящим автором первой главы эссе — «Основные идеи» — считают Джованни Джентиле, в 1929 году написавшего книгу «Происхождение и доктрина фашизма». Муссолини же написал вторую главу — «Политическая и социальная доктрина». Излагает основные черты фашистской идеологии, в частности, подчёркивает её всеобъемлющий и антилиберальный характер. Широко распространялось фашистским режимом. В современной России признана экстремистским материалом.

## История публикации
«Доктрина фашизма» была впервые опубликована в 1932 году в 14 томе Итальянской энциклопедии наук, литературы и искусств в качестве введения к статье «Fascismo» (Фашизм). Вся статья «Fascismo» занимает страницы 847—884 и включает множество иллюстраций. Раздел, подписанный Муссолини, занимает страницы 847—851 и состоит из двух глав. Все публикации и переводы «Доктрины фашизма» относятся к этому разделу статьи. В том же году он вышел отдельной брошюрой на 16 страницах в серии «Идеология фашизма». («L’ideologia fascista»). Муссолини написал для брошюры развёрнутые примечания к первой главе.

## Содержание
В работе Муссолини писал, что он разочаровался в доктринах прошлого, в том числе и в социализме, активным проводником которого он был многие годы. Следует искать новые идеи, так как политические доктрины приходят и уходят, а народы остаются. (см. гл. II. Раздел 9. Фашизм не пятится назад). Он был убеждён, что если XIX век был веком индивидуализма, то XX век будет веком коллективизма и, следовательно, государства.
В поисках своего рецепта народного счастья он высказал следующие положения:
- Фашистская концепция государства всеобъемлюща. Вне его не существуют человеческие и духовные ценности. Фашизм —  всеобъемлющ, фашистское государство включает в себя все ценности — истолковывает, развивает и осуществляет всю человеческую деятельность. Подобный режим Муссолини определил как тоталитарный.
- Фашизм осознаёт причины, по которым возникли и развивались социализм и профсоюзное движение, поэтому он придаёт соответствующее значение корпоративной системе, в которой расходящиеся интересы координируются и гармонизируются в рамках единого государства.
- Фашизм абсолютно противоположен либерализму как в политике, так и в экономике.
- Фашистское государство управляет экономикой в той же мере, как и остальными областями жизни — через корпоративные, социальные и образовательные организации, через политические, экономические и духовные силы нации, организованные в соответствующие ассоциации, функционирующие в государстве.
- Автор не принимает расового определения нации, формирующей государство. «Нация не есть раса или определённая географическая местность, но длящаяся в истории группа…» (см. гл. I. Раздел 9. Демократия и нация). «Раса — это чувство, а не реальность; 95 % чувства» (там же — прим.).

## Жизнь книги
Будучи авторским изложением основных концепций фашизма, книга широко издавалась по миру. Кроме того, Италия, пропагандируя идеи дуче, издавала книгу на разных языках.
В 1938 году её перевёл на русский язык и издал в Париже русский эмигрант-фашист Вячеслав Новиков. Он же написал предисловие к этому изданию.
В апреле 1940 года Муссолини отозвал и уничтожил все доступные экземпляры «Доктрины фашизма», так как изменил своё мнение относительно некоторых фраз. Но многие копии сохранились и доступны в библиотеках по всему миру.

### Запрет в РФ
18 июня 2010 года Кировский районный суд Уфы вынес решение о признании книги экстремистской. Решение суд обосновал тем, что федеральный закон «О противодействии экстремистской деятельности» труды руководителей фашистской партии Италии явным образом включает в число экстремистских материалов. Результатом решения стало включение книги в «Федеральный список экстремистских материалов» (п. 608, 668).

## Тексты «Доктрины фашизма»

### Оригиналы
- Enciclopedia italiana di scienze, lettere ed arti Istituto Giovanni Treccani, Roma, 1929-39. 36 v. LCCN 29020675

Статья «Fascismo» Начальный и второй разделы: «DOTTRINA. Idee Fondamentali» и «Dottrina Politica e sociale» (т.14 стр 847—851)
- La dottrina del fascismo, Mussolini, Edizioni Bignami, Milano, 1939. xxiii, 114 p. LCCN 45042809
- Giovanni Gentile, Benito Mussolini. «La Dottrina del fascismo»

### Переводы
- The Doctrine of Fascism, by Benito Mussolini, 1935, Firenze: Vallecchi Editore.
- «Доктрина фашизма», перевод В. Н. Новикова, La Renaissance, Paris, 1938.